# نینا، بالرین زیبا
«نینا، بالرین زیبا» (انگلیسی: Nina, Pretty Ballerina) ترانه‌ای از ابرگروه موسیقی پاپ آبا است که در سال ۱۹۷۲ منتشر شد.

## فهرست ترانه‌ها
اتریش
1. A. «نینا، بالرین زیبا»
2. B. «من دختری بیش نیستم»

فرانسه
1. A1. «نینا، بالرین زیبا»
2. A2. «او برادر توست»

فیلیپین
1. A1. «نینا، بالرین زیبا»
2. A2. "خداحافظ"

کنیا
1. A. «نینا، بالرین زیبا»
2. B. «برقص (تا هنگامی که موسیقی برقرار است)»

## جداول موسیقی
| جدول (۱۹۷۳)              | بالاترین رتبه |
| ------------------------ | ------------- |
| اتریش (او۳ تاپ ۴۰ اتریش) | ۸             |